# 第50回ニューヨーク映画批評家協会賞
『第50回ニューヨーク映画批評家協会賞』は、1984年の優秀な映画に贈られた賞である。1984年12月18日に発表され、1985年1月27日に贈られた。

## 受賞
- 作品賞：
  - インドへの道

- 主演男優賞：
  - スティーヴ・マーティン - オール・オブ・ミー/突然半身が女に!

- 主演女優賞：
  - ペギー・アシュクロフト - インドへの道

- 助演男優賞
  - ラルフ・リチャードソン - グレイストーク -類人猿の王者- ターザンの伝説

- 助演女優賞
  - クリスティーン・ラーティ - スイング・シフト

- 監督賞：
  - デヴィッド・リーン - インドへの道

- 脚本賞：
  - ロバート・ベントン - プレイス・イン・ザ・ハート

- 撮影賞
  - クリス・メンゲス - キリング・フィールド

- 外国語映画賞：
  - 田舎の日曜日（ フランス）